# Hoerbiger Holding
Die Hoerbiger Holding AG ist ein weltweit tätiger Konzern mit Sitz in Zug, Schweiz. Der Konzern hat seinen Ursprung in der 1925 von Hanns Hörbiger in Wien gegründeten Handelsgesellschaft Hoerbiger & Co und ist heute in 43 Ländern mit 127 Produktions- und Servicestandorten vertreten.

## Tätigkeitsgebiet
Hoerbiger ist aktuell in fünf operative Einheiten untergliedert: Die beiden Divisionen Compression und Automotive sowie die drei Business Units Rotary, Engine und Safety.
- Die Division Compression liefert Komponenten, Systeme und Serviceleistungen für Kolbenkompressoren und Gasstrom-Regelungen.[4]
- Die Division Automotive ist ein Komponenten- und Systemlieferant für Pkw- und Nutzfahrzeughersteller und deren Tier-1-Lieferanten.[5]
- Die Business Unit Rotary liefert Drehdurchführungen und elektrische Schleifringe.[6]
- Die Business Unit Engine liefert Injektoren, Steuerungen und Zündungssysteme für gasförmige Treibstoffe wie Wasserstoff.[7]
- Die Business Unit Safety liefert Explosionsschutzlösungen für industrielle Verarbeitungs- und Energieerzeugungsanlagen.[8]

## Geschichte
Die Wurzeln des heutigen Unternehmens liegen in dem von Hanns Hörbiger und Friedrich Wilhelm Rogler in Budapest gegründeten Ingenieurbüro, das 1903 nach Wien verlegt wurde. Daraus entwickelte sich 1925 die Handelsgesellschaft Hoerbiger & Co. Alfred Hörbiger, einer der Söhne Hörbigers, trat 1925 in die Firma ein und übernahm die Geschäftsleitung, während sich Hanns Hörbiger bis zu seinem Tod 1931 wissenschaftlichen Studien widmete.
Unter der Leitung von Alfred Hörbiger entwickelte sich das Unternehmen bis Mitte der 1940er rasant und wurde zu einem führenden Hersteller in der Ventil- und Regelungstechnik für Kompressoren. 1945 wurde das Hauptwerk in Wien-Simmering weitgehend zerstört, mit ihm auch Teile des geistigen Eigentums der Firma. Die Produktion konnte indessen in Ausweichwerkstätten fortgesetzt werden.
Alfred Hörbiger starb unerwartet im Juli 1945 und seine Witwe Martina Hörbiger übernahm die Leitung des Unternehmens. 1958 stieg Hoerbiger in die Antriebstechnik ein und 1972 auch in die Automatisierungstechnik. Schon im Jahr 1967 erhielt das Unternehmen die Staatliche Auszeichnung und darf seither das österreichische Bundeswappen im Geschäftsverkehr verwenden.
Nach dem Tod von Martina Hörbiger 1989 wurde das Unternehmen neu geordnet. Sämtliche Aktivitäten wurden in einer Holding zusammengefasst, die sich mehrheitlich im Besitz der Hoerbiger Stiftung in Zug befindet. Martina Hörbiger hatte diese noch vor ihrem Tod in Basel gegründet.
1997 wurde die Hoerbiger Holding AG als operative Dachholding in der Schweiz gegründet. Sie setzt seither die langfristigen strategischen Rahmenbedingungen.
2007 übernahm Hoerbiger den Standort Oberstenfeld des Automobilzulieferers Getrag. Als Hoerbiger SynchronTechnik GmbH wurde das Werk in den damaligen Unternehmensbereich Antriebstechnik integriert. Die Pneumatik-Sparte Hoerbiger-Origa wurde im Oktober 2008 an die amerikanische Parker-Hannifin verkauft. 2009 kaufte Hoerbiger die Altronic, Inc. in Girard, Ohio, USA. Die Business Unit Engine führt Altronic als Submarke weiter. Der Geschäftsbereich pneumatische Sitzkomfort-Systeme wurde im Oktober 2010 an die französische Faurecia verkauft.
2010 initiierte die Hoerbiger Stiftung die Gründung des JKU HOERBIGER Research Institute for Smart Actuators an der Johannes Kepler Universität Linz.
2015 akquirierte Hoerbiger das Unternehmen IEP Technologies und baute daraus mit weiteren Akquisitionen (Newson Gale, Brilex und Atexon) die Business Unit Safety auf.
2016 zog das Wiener Stammwerk (Compression) von Wien-Simmering in einen Neubau in der Seestadt Aspern um.
2019 akquirierte Hoerbiger das Unternehmen Deublin mit Hauptsitz in Waukegan, Illinois, USA. Deublin gilt als Marktführer bei Lösungen für die Drehdurchführung.